# كوري جونسون (لاعب كرة قدم أمريكية)
كوري جونسون (بالإنجليزية: Corey Johnson)‏ هو لاعب كرة قدم أمريكية أمريكي، ولد في 23 سبتمبر 1973 في فورست بارك في الولايات المتحدة.